# Pont Vell de Tavascan
El pont vell de Tavascan està situat dins el nucli del poble de Tavascan (Lladorre), sobre el riu que porta el mateix nom. És una obra protegida com a Bé Cultural d'Interès Local.

## Descripció
El pont vell de Tavascan està situat dins el nucli del poble de Tavascan, sobre el riu que porta el mateix nom. Aquest pont està format per un sol arc de mig punt lleugerament rebaixat, construït a base de pedra del país lligada amb calç. El terra és de doble vessant fet amb còdols de riu. Té una longitud total de 15,70 m i l'amplada de 2,8 m. La sola del pont fa 1,10 m i fins al nivell usual de l'aigua hi ha uns 7 m. Uneix els dos barris, separats pel riu, que formen el poble de Tavascan.

## Història
El poble de Tavascan pertany al municipi de Lladorre i es caracteritza pel seu conjunt medieval que compren, a més del pont, l'església de Sant Simeó Bartomeu, els carrers del nucli, el roc de les guàrdies i el castell.
El castell es pot datar en algun moment del segle xiii tot i que no està documentat fins al segle xiv. La seva situació al capdamunt de la vall de Cardós en un lloc, que permetia el control d'un dels principals ports pirinencs (port de Tavascan) permet entendre el seu origen i la seva pervivència al llarg del temps. El castell feia funcions de vigilància dels termes fronterers amb França. En aquest context de control i guarda dels passos del Pirineu, els camins i els ponts, resultaven infraestructures fonamentals per l'organització i bona gestió del terme. El municipi de Lladorre té dos ponts d'època romànica: aquest i l'anomenat pont de Borito o de Lladorre.